# Sebastian Roloff (Politiker)

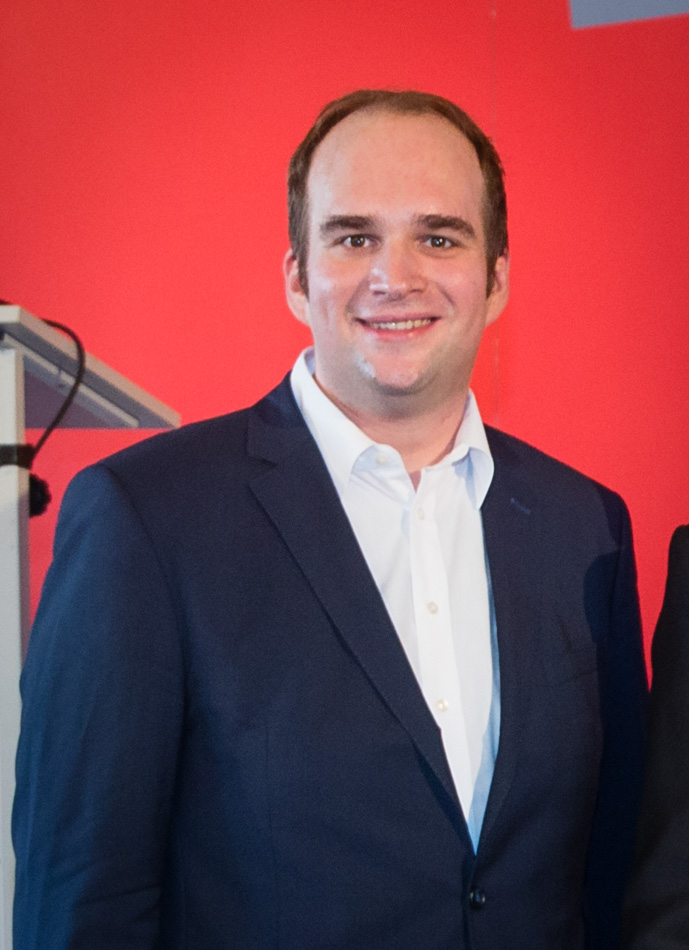
Sebastian Roloff (Jan. 2017)

Sebastian Jörg Roloff (* 28. Januar 1983 in Berlin) ist ein deutscher Politiker (SPD) und Jurist. Er ist seit 2021 Mitglied des Deutschen Bundestages.

## Leben

### Herkunft, Bildung, Privates
Sebastian Roloff legte 2002 sein Abitur am Joseph-von-Fraunhofer Gymnasium in Cham ab. Anschließend leistete er seinen Zivildienst im Kreiskrankenhaus Wörth an der Donau ab. Im Jahr 2004 begann er sein Studium der Rechtswissenschaften an der Universität Regensburg, welches er 2009 mit dem 1. Staatsexamen beendete. Sein Studienschwerpunkt war „Recht der Arbeit und der sozialen Sicherheit“. Als Student war er in der Hochschulpolitik tätig und von 2005 bis 2008 Vorsitzender des Studentischen Konvents in der Universität Regensburg sowie Mitglied der Haushaltskommission und des Rechnungsprüfungsausschusses der Universität Regensburg.

### Berufsleben
Von 2009 bis 2011 war er Rechtsreferendar am Oberlandesgericht Nürnberg. An der DUV Speyer absolvierte er 2010 ein verwaltungswissenschaftliches Ergänzungsstudium. Nach dem 2. Juristischen Staatsexamen am OLG Nürnberg begann er 2011 als Rechtsassessor und Gewerkschaftssekretär bei der IG Metall-Geschäftsstelle in München zu arbeiten. 2015 wurde er Leiter der Rechtsabteilung der IG Metall München. 2015 bis 2019 war er Mitglied des Verwaltungsausschusses der Agentur für Arbeit München und Mitglied des Aufsichtsrats der Knorr-Bremse AG. Er ist ehrenamtlicher Richter am Landesarbeitsgericht München und Mitglied des Verwaltungsrats der DAK-Gesundheit. 2019 bis zu seiner Wahl in den 20. Deutschen Bundestag arbeitete er als Personalleiter bei MAN Truck & Bus SE, zuletzt als Prokurist und Personalleiter der internationalen Produktionswerke.

## Politik

### Partei
Roloff engagiert sich seit 1998 bei den Jusos und trat 1999 in die SPD ein. 2001 gründete er einen Juso Kreisverband im Landkreis Cham und wurde auch zum Vorsitzenden gewählt. 2003 gründete er einen SPD-Ortsverein in der Gemeinde Rettenbach im Landkreis Cham.
Roloff war unter anderem als stellvertretender SPD Unterbezirksvorsitzender Schwandorf/Cham, als Juso Bezirksvorsitzender Oberpfalz und als Mitglied des SPD-Bezirksvorstandes Oberpfalz, zuletzt als Schatzmeister, aktiv. Von 2011 bis 2013 war er stellvertretender Bundesvorsitzender der Jusos. 2009 bis 2011 sowie von 2017 bis 2019 war er Mitglied des Landesvorstandes der BayernSPD, 2017 bis 2019 auch Mitglied des Präsidiums. Bei den Kommunalwahlen 2014 war er Mitglied der technischen Wahlkampfleitung von Dieter Reiter in München.
Im Dezember 2023 wurde er in den SPD-Bundesvorstand gewählt und im Juni 2025 wiedergewählt.

### Bundestagsabgeordneter
Im Jahr 2017 trat Roloff im Bundestagswahlkreis München-Süd als Direktkandidat an, unterlag dort jedoch Michael Kuffer von der CSU. Im Jahr 2021 wurde Roloff auf Platz 1 der Liste des Bezirksverbandes Oberbayern für die Bundestagswahl gewählt. Er gewann eine Kampfabstimmung gegen den Bundestagsabgeordneten Florian Post. Auf der SPD-Landesliste wurde Roloff auf Platz 5 gewählt und zog so über die Landesliste in den Deutschen Bundestag ein, nachdem er in seinem Wahlkreis das Direktmandat nicht erlangen konnte. Von Februar 2022 bis Februar 2024 war er Mitglied im Vorstand der Parlamentarischen Linken der SPD-Bundestagsfraktion. Im Dezember 2022 wurde er in den Vorstand des Vereins zur Förderung der Parlamentarischen Linken gewählt.
Roloff war im 20. Deutschen Bundestag ordentliches Mitglied im Wirtschaftsausschuss und stellvertretendes Mitglied im Rechtsausschuss sowie im Ausschuss für Wahlprüfung, Immunität und Geschäftsordnung. Im Wirtschaftsausschuss ist er unter anderem Berichterstatter für Kartellrecht, Vergaberecht, Logistik, Rohstoffe, Bürokratieabbau, Luft- und Raumfahrt, Bauwirtschaft und PFAS und hat in dieser Funktion unter anderem die 12. GWB Novelle, das Bürokratieentlastungsgesetz IV und das Postrechtmodernisierungsgesetz seitens der SPD-Fraktion verhandelt.
Im März 2024 wurde er seitens der SPD-Fraktion in das Kuratorium der Bundeszentrale für politische Bildung als stv. Mitglied entsandt. Außerdem ist er Mitglied des Sudetendeutschen Rates als Vertreter der SPD-Bundestagsfraktion.
Zur Bundestagswahl 2025 am 23. Februar trat Roloff im Bundestagswahlkreis München-Süd sowie auf Listenplatz 5 der Landesliste der BayernSPD an. Er erreichte 14,5 Prozent der Erststimmen und somit Platz 3 im Wahlkreis. Mangels Zweitstimmendeckung bleibt dieser Bundestagswahlkreis ohne direkt gewählten Abgeordneten. Roloff zog über die Landesliste Bayern der SPD in den 21. Deutschen Bundestag ein.
Im 21. Deutschen Bundestag ist Roloff Mitglied im Ausschuss für Wirtschaft und Energie sowie stellvertretend im Ausschuss für Recht und Verbraucherschutz sowie im Ausschuss für Angelegenheiten der Europäischen Union. Von der SPD-Fraktion wurde er zum wirtschaftspolitischen Sprecher gewählt. Seine Fraktion entsandte ihn im Juni 2025 außerdem in den Beirat der Bundesnetzagentur und er wurde zum Ersten Stellvertretenden Vorsitzenden der fraktionsübergreifenden Parlamentsgruppe Luft- und Raumfahrt gewählt.

### Politische Positionen
Roloff wird dem linken Flügel der SPD zugerechnet. Er engagiert sich für einen starken Sozialstaat, einen Mietendeckel, aktive Industriepolitik und die Ausweitung der betrieblichen Mitbestimmung.

## Mitgliedschaften
Sebastian Roloff ist Vorstandsmitglied des Forums Demokratische Linke 21. Er ist Mitglied der IG Metall, der Arbeiterwohlfahrt, der Deutsch-Israelischen Gesellschaft, dem Förderverein des Willy-Brandt-Zentrums Jerusalem, dem Förderverein der Freunde des Perlacher Forsts, dem Förderverein des Joseph-von-Fraunhofer Gymnasiums Cham, der Vereinigung der Verfolgten des Naziregimes – Bund der Antifaschistinnen und Antifaschisten (VVN-BdA e.V.) und dem Institut Solidarische Moderne. Zudem ist Roloff stellvertretender Vorsitzender des Vorstands der Georg-von-Vollmar-Akademie.

## Sonstiges
Roloff ist Mitglied des FC Bayern München und der „Berliner Fraktion“, dem FC Bayern-Fanclub im Deutschen Bundestag.